# Orde van de Vriendschap (Tsjecho-Slowakije)

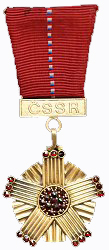
Lint

De Orde van de Vriendschap (Tsjechisch: Řád přátelství), werd in 1976 door de regering van Tsjecho-Slowakije ingesteld. De orde beloonde vreemdelingen voor "verdienste voor de ontwikkeling van vriendschappelijke relaties met de Tsjecho-Slowaakse Socialistische Republiek, in het bijzonder op het gebied van politiek, economie, cultuurwetenschappelijke samenwerking en het bevorderen van het vreedzaam samenleven van de naties". Deze orde werd na het opheffen van Tsjecho-Slowakije in 1990 opgeheven en zij komt niet voor in de lijst van onderscheidingen van Tsjechië of Slowakije. Men mag haar nog wel dragen.
Het trapeziumvormige lint van de orde is rood met een middenstreep die uit kleine witte en blauwe blokjes bestaat. Het kleinood is een gouden, dat wil zeggen verguld zilveren, vijfpuntige ster met een klein centraal medaillon met daarin zestien robijntjes. Het kleinood is met het lint verbonden door een ring en een gouden beugel met de opschrift "ČSSR". Ook op de vijf armen of punten van het opvallende, Keltisch aandoende, juweeltje zijn vijfmaal drie robijntjes gezet.